# ژیان‌مرغ سبیلچه‌ای گونه‌گون
ژیان‌مرغ سبیلچه‌ای گونه‌گون (نام علمی: Pogonotriccus poecilotis) گونه‌ای از پرندگان گنجشک‌سان از تیرهٔ ژیان‌مرغان است که در کلمبیا، اکوادور، پرو و ونزوئلا یافت می‌شود.